# Vrouw met waterkan
Vrouw met waterkan is een schilderij uit 1662-1665 van de Delftse kunstschilder Johannes Vermeer (1632-1675). Dit bijzondere schilderij wordt beschouwd als een van zijn meest poëtische werken. Het is in het bezit van het Metropolitan Museum of Art in New York.

## Beschrijving
Onderwerp van het schilderij is een in gedachten verzonken vrouw tijdens een alledaagse activiteit, een thema dat Johannes Vermeer meermalen op het doek vastlegde. Hier staat de mijmerende vrouw in de hoek van een kamer met de ene hand aan het geopende venster en de andere aan de waterkan. De verstilde beweging, de zachte gelaatsuitdrukking van de vrouw en de sereniteit van het blauw van de rok geven de compositie een uitstraling van zuiverheid en innerlijke rust. Ook de waterkan, symbool voor reiniging, benadrukt de associatie met zuiverheid. Vermeer gebruikte het door het venster binnenvallende licht om de open houding van de vrouw te benadrukken. Het lichtschijnsel vestigt de aandacht op het gebied onder haar armen.
In het schilderij komt ook de relatie tussen de huiselijke omgeving en de buitenwereld naar voren. Burgerlijke vrouwen in de Gouden Eeuw werden geacht zich vooral binnenshuis op te houden. Maar de landkaart en het geopende venster zijn juist weer elementen die de relatie met de buitenwereld benadrukken. Op de landkaart is het zuidelijke deel van de Zeventien Provinciën te zien.
Ten slotte kan het schilderij ook beschouwd worden als een studie van Vermeers favoriete kleur, blauw. De kleur komt overal terug: het glas in lood van het raam bevat blauwtinten; de rok van de vrouw is donkerblauw en haar jasje donkerblauw met geel; er hangt een lichtere blauwe reep stof over de stoel met de donkerblauwe leuning die bovendien nog een reflectie op de waterkan geeft; het tafelkleed heeft blauwe bloemen op een rode achtergrond; de roede van de landkaart is blauw en zelfs de linten uit het juwelenkistje hebben deze kleur.

## Eigenaren
Vrouw met waterkan werd in 1887 voor $ 800,- door de Amerikaan Henry G. Marquand gekocht op een Parijse veiling, toen nog toegeschreven aan Pieter de Hooch. Het was de eerste Vermeer die de oversteek van Europa naar Amerika maakte. Marquand schonk zijn kunstverzameling aan het Metropolitan Museum of Art in New York.
Diana en haar nimfen · Christus in het huis van Martha en Maria · De koppelaarster · Slapend meisje · Brieflezend meisje bij het venster · Het straatje · De soldaat en het lachende meisje · Het melkmeisje · Het glas wijn · Dame en twee heren · Onderbreking van de muziek · Gezicht op Delft · De muziekles · Brieflezende vrouw in het blauw · Vrouw met weegschaal · Vrouw met waterkan · De luitspeelster · Vrouw met parelsnoer · Schrijvende vrouw in het geel · Meisje met de rode hoed · Meisje met de parel · Het concert · Allegorie op de schilderkunst · Meisjeskopje · Dame en dienstbode · De astronoom · De geograaf · De kantwerkster · De liefdesbrief · De gitaarspeelster · Schrijvende vrouw met dienstbode · Allegorie op het geloof · Staande virginaalspeelster · Zittende virginaalspeelster
Omstreden toeschrijvingen: Sint Praxedis · Zittende vrouw aan het virginaal · Meisje met de fluit